# 이와이의 난
이와이의 난(磐井の乱)은 527년(게이타이 천황 21년)에 한반도 남부로 출병하려고 한 오미노 게누가 이끄는 야마토 조정군의 진군을 쓰쿠시국의 국조인 이와이(磐井)가 방해하여, 이듬해인 528년 11월에 모노노베노 아라카비에 의해 진압된 반란이다. 이를 야마토국과 쓰쿠시국 사이의 전쟁으로 보기도 한다. 이와이의 난에 관한 사료는 《일본서기》에 주로 남아있지만 <지쿠고국풍토기>의 발췌문(<석일본기>권13)이나 《고사기》, 《선대구사본기》<국조본기>에도 간결한 기록이 남아있다.
〈지쿠고국풍토기〉는 '관군이 갑자기 습격해 왔다'고 되어 있고, 《고사기》는 '이와이가 천황의 명에 따르지 않고 무례가 많았기 때문에 죽였다'라고만 적혀 있어 반란을 연상시키는 기술이 없기 때문에 《일본서기》의 기록이 윤색된 것으로 모두 사실은 아닐 수 있다고 보는 학자들도 있다. 허나 고대 일본 최대의 내전으로 보는 견해만큼은 일반적이다.

## 배경
당시 일본은 고훈 시대 중기로, 일본의 내부에서는 야마토국이 세력을 넓혀 호족들을 국조로 편입시키던 때이기도 하며 대외적으로는 광개토대왕릉비에 기록된 일본의 신라 침공도 있었다. 이후로도 야마토국은 백제와 연합하여 신라를 거듭 침공하였다. 이는 신라가 강성해지기 시작한 6세기에도 마찬가지였다. 같은 시기에 백제는 신라와 고구려 양쪽으로부터 공격을 받고, 513년에는 야마토에 단양이 등 학자를 파견하기도 했다. 야마토국은 가야 등을 돕고자 군대를 파견했다. 일본 학계에서는 거듭된 한반도 출병의 군사적 경제적 부담이 북부 규슈에 가중된 것이 난의 계기가 된 것으로 본다. 더불어, 이 시대에는 아직 북부 규슈 세력이 야마토 왕권의 완전 지배하에 있지 않았음을 시사한다. 이는 당시 게이타이 천황이 야마토에 진입하지 못하다가 마침내 진입하게 된 것과 유관하다 추측된다.

## 전개
일본서기와 선대구사본기 등 사료에서 쓰쿠시국이 신라와 통교하였음을 암시하고있고, 지쿠고국의 영토였던 구루메시에서 발굴된 신라 토기 등 고고학적으로도 해당 지역과 신라의 관계가 있다. 이에 신라와 이와이 사이에 유대관계가 있었다고 본다. 이에 야마토의 가야 구원 부대를 쓰쿠시국이 신라와 연합하여 군대의 길을 막았다. 야마토 정권에 대항하는 최초의 반란이었다. 야마토국은 528년에 모노노베노 아라카비를 보내 이와이의 난을 평정하고 이와이는 사망했다. 이로써 야마토는 큐슈지역을 완전히 손에 넣었다.야마토 정권은 이와이의 난을 진압함으로써 큐슈내 입지를 다질 수 있었고, 이와이의 세력은 이후 영산강 유역에서 히고형 전방후원분을 세운 것으로 추측된다.

## 기록

### 일본서기
21년 여름 6월 임신삭 갑오(3일), 근강모야신(近江毛野臣)이 무리 6만을 거느리고 임나에 가서 신라에 의해 멸망당한 남가라(南加羅)와 탁기탄(㖨己呑)을 다시 일으켜 세워 임나에 합치고자 하였다. 이때 쓰쿠시(筑紫)의 국조 이와이(磐井)가 은밀히 반역을 도모한 지 수년이 지났다. 그는 일이 쉽게 이루어지지 않을 것을 걱정하여, 항상 틈을 보고 있었다. 신라가 이를 알고 몰래 뇌물을 이와이에게 보내어 모야신의 군사를 막아주기를 권유했다. 이에 이와이는 히국(火國)과 도요국(豊國)의 두 지역을 점거하고, 직무를 수행하지 않았다. 그리고 밖으로는 해로를 막아 고구려, 백제, 신라, 임나국의 연공을 바치는 배를 끌어들이고, 안으로는 임나에 파견하는 모야신의 군사를 차단하고 함부로 큰소리치기를, “지금 사신은 전에는 나의 동료로서 몸을 서로 부비고 한 그릇에 밥을 나누어 먹었는데, 어찌 갑자기 사신이 되었다고 나로 하여금 그 앞에 엎드리게 하는가.”라고 하고 싸움을 일으켜 따르지 않으며, 교만하고 기세등등하였다. 이에 모야신은 방해를 받아 중도에서 머무르게 되었다. 천황은 대반대련금촌(大伴大連金村)과 물부대련추록화(物部大連麤鹿火)와 허세대신남인(許勢大臣男人) 등에게 조를 내려, “쓰쿠시의 이와이가 반란을 일으켜 서쪽의 변방을 점거하고 있으니, 누가 가히 장군이 될 수 있겠는가?”라고 하였다. 이에 대반대련 등이 입을 모아 “정직하고 어질고 용감하며 병법에 달통한 바가 지금 추록화(麤鹿火)보다 뛰어난 사람이 없습니다.”라고 하였다. 천황이 “좋다.”고 하였다.— 《일본서기》권17 〈계체천황〉 527년 8월 1일 기사

### 고사기
此之御世 筑紫君石井 不從天皇之命而 多無禮 故遣物部荒甲之大連 大伴之金村連二人而 殺石井也

 
이 천황(게이타이 천황) 때에 쓰쿠시군 이와이가 천황의 명령을 따르지 않고 많이 무례하였다. 그런고로 물부황갑지대련과 대반지금촌련 둘을 보내 이와이를 죽였다.
 — 《고사기》 〈게이타이 천황〉

### 지쿠고국풍토기
上妻縣 々南二里 有筑紫君磐井之墓墳 高七丈 周六十丈 墓田南北各六十丈 東西各四十丈 石人石盾各六十枚 交陣成行 周匝四面 當東北角 有一別區 號曰衙頭 衙頭政所也 其中有一石人 縱容立地號曰解部 前有一人 形伏地 號曰偸人 生爲偸猪 仍擬決罪 側有石猪四頭 號贓物贓物盜物也  彼處亦有石馬三疋 石殿三間 石藏二間 古老傳云 當雄大迹 天皇之世筑紫君磐井 豪強暴虐 不偃皇風 生平之時 預造此墓 俄而官軍動發 欲襲之間 知勢不勝 獨自遁于豐前國上膳縣 終于南山峻嶺之曲 於是 官軍追尋失蹤士怒未泄 撃折石人之手 打墮石馬之 頭 古老傳云 上妻縣 多有篤疾 蓋由●歟.

 
카미츠마현 남쪽 2리 되는 지점에 쓰쿠시군 이와지의 분봉이 있는데, 높이는 7장이고 둘레는 60장이며, 남북으로 60장씩이고, 동서로 40장씩이다. 석인과 석순이 60개로 길을 이루며 네 변을 이룬다. 동북쪽 모서리에는 어두(衙頭)라 하는 구역이 있다. 여기서 (쓰쿠시국을) 다스렸다. 그 가운데 석인 1개가 서있는데 해부(解部)라고 부른다. 그 앞에 석인 한구가 엎드린 형태로 있는데 도둑이다. 도둑은 돼지를 탐냈기에 죄를 얻은고로, 그 옆에 석저(돼지석상) 4구가 있으니 장물이요 또한 훔친 물건이라. 또한 여기엔 석마 3구, 석전(石殿) 세칸, 석장(石藏) 두칸이 있다. 옛 노인이 전하기를, 게이타이 천황대에 쓰쿠시군 이와이가 강폭하고 모질어서 황제에 의탁하지 않았다. 생전에 미리 묘를 지었는데, 그 사이를 노리고 갑자기 관군이 움직여 습격하니 이기지 못함을 알고 이미 부젠국 가미츠미케현(上膳縣)에 숨고 남산 준령의 골짜기에서 죽었다. 관군이 뒤쫓았으나 찾지 못하고 노하여 석인의 손과 석마의 머리를 베니, 카미츠마현에는 질병에 걸린이가 많음은 이 까닭이라.

### 선대구사본기
伊吉嶋造條 磐余玉穗朝 伐石井從者新羅海邊人 天津水凝後上毛布直造.

 
이길도조(이키섬의 국조) 조에, 이와레노다마호노미카도(磐余玉穗; 게이타이 천황)조에 이와이의 종자인 신라해변인들을 토벌한 천진수응의 후예인 상모포직(上毛布直)가 조(造)라고 전한다.